# Cirrus infraroig
Els cirrus infrarojos són estructures filamentoses vist en llum infraroja. El nom es dona a causa que les estructures estan en el núvol com a aspecte. Aquestes estructures es van detectar per primera vegada pel Satèl·lit Astronòmic Infraroig a longituds d'ona de 60 i 100 micròmetres.